# Langenthaler Fasnacht

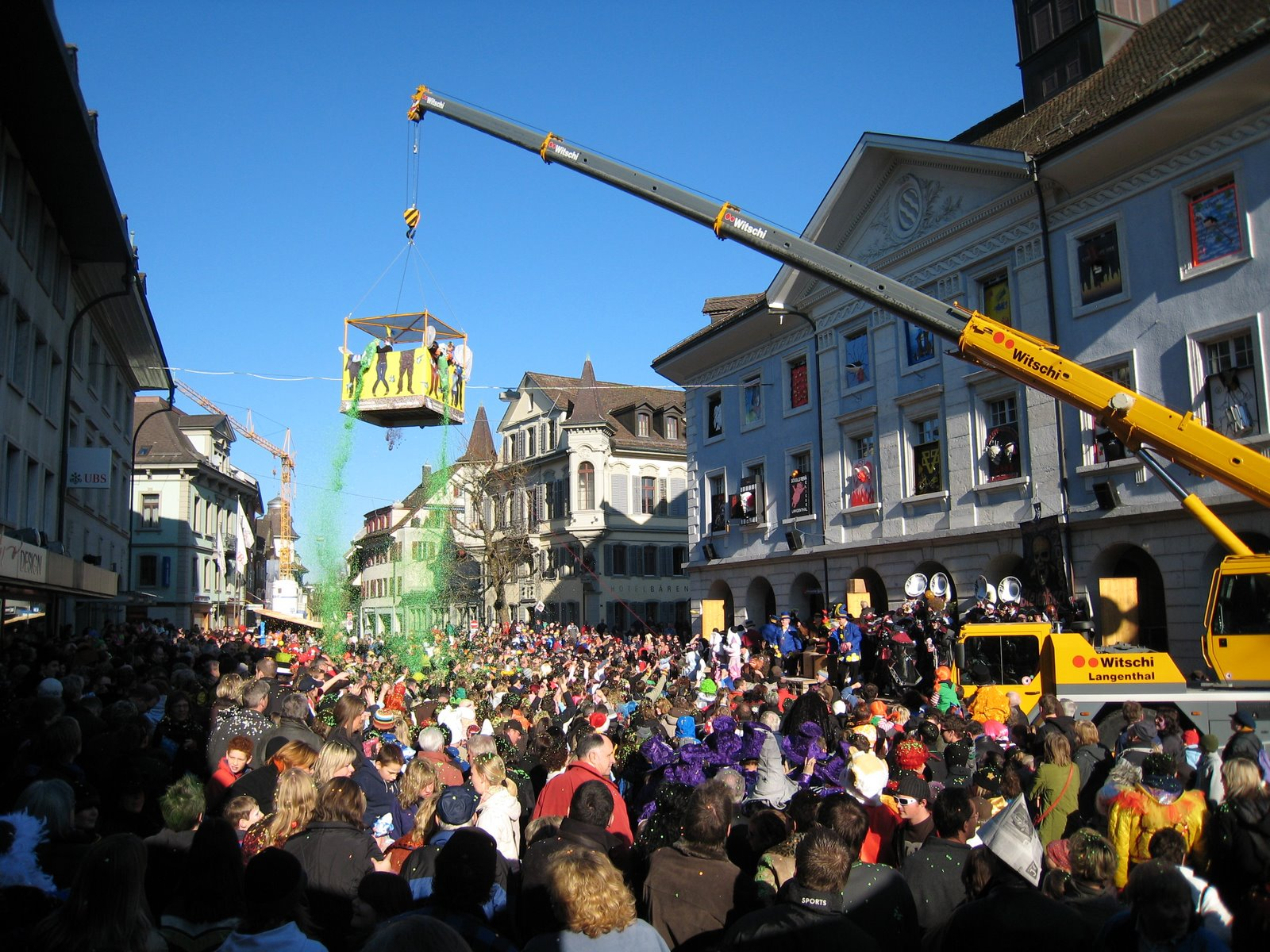
Fasnachtseröffnung

Die  Langenthaler Fasnacht wird in Langenthal gefeiert.

## Geschichte
Erste Einträge über die Langenthaler Fasnacht sind ab 1864 bekannt.

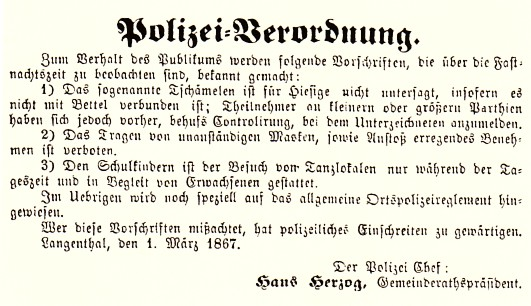
Polizeiverordnung 1867

Einladung zum Hirsmontag 1882

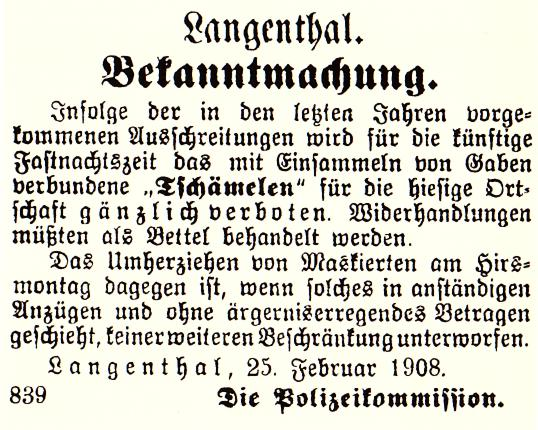
Verbot des «Tschämelen» 1908

1864 wurden durch die Neugründung des Oberaargauer Tagblatt erste Inserate mit Einladungen von Wirten zu fasnächtlichen Anlässen bekannt. Zusätzlich waren kuriose Unfallberichte zu lesen, welche auf Aktivitäten in Bezug auf die Fasnacht schliessen liessen. 1867 bezeugte ein Polizeierlass, dass das Fasnächtliche Treiben den Behörden zu bunt wurde. 1887 wurde erstmals über das fasnächtliche Geschehen in Langenthal berichtet in der Narrenbeilage. Das damalige Programm beschränkte sich auf die Hauptattraktion, das Tschämelen durch Bärenbanden und auf Tanzveranstaltungen am Hirsmontag. 1901 erschien der erste Artikel über den Verlauf des Fasnachtssonntags, ab 1907 erhielt die Fasnacht mehr Aufmerksamkeit im Langenthaler Tageblatt. 1908 wurde das Tschämelen verboten.
1913 erschien die erste Fasnachtszeitung «Die Mücke», es folgen weitere, siehe Kapitel Fasnachtszeitung.
1914 begann der Erste Weltkrieg. 1920 folgten wieder Tanzanlässe in Gasthöfen. Ab 1921 wurden wieder Maskenbälle am Sonntag gehalten und am Hirsmontag der Kindermaskenball. 1923 wurde die erste Fasnachtsgesellschaft das Quodlibet gegründet. Vorher hatten die Wirte den grössten Teil gemeinsam abgestimmt, nun war etwas Struktur in die Fasnacht gekommen. Es entstand der Festzug am Sonntag und der Kinderumzug am Montag. Zu Dekoration der Ballsäle wurden professionelle Architekten und Maler eingesetzt. 1932 wurden infolge der Wirtschaftskrise die Fasnachtsanlässe spärlicher besucht. Deshalb gründeten 1937 rund 20 Vereinsvertreter die Schwefelzunft, welche den Fasnachtsumzug zu einem Grossereignis mit 200 Masken und 10 Wagen etablierte. Ab 1939 motivierte die Schwefelzunft auch Aussenstehende dazu, am Umzug teilzunehmen. Ab 1940 brachte der Zweite Weltkrieg die Bräuche zum Verschwinden. 1946 reaktivierte der Chef der Schwefelzunft, Fritz Meister, die Fasnacht in Form eines zusammengelegten Fasnachtsumzugs am Sonntag mit den Kindern. Die Fasnachtstimmung war noch getrübt. 1953 wurde die Langenthaler Fasnachtsgesellschaft gegründet, welche es schaffte, wieder Begeisterung und neue Ideen in die Fasnacht zu bringen. In den Anfängen konzentrierte sie sich auf den Umzug, 1957 wurde die Eröffnungszeremonie eingerichtet. 1956 kam es zu einem Ehrverletzungsprozess, welcher ein Grossrat gewann. Es folgten weitere Eskapaden, wie z. B. der Versand von 250 Entschuldigungsbriefen an eine irrtümlich angeschwärzte Person oder eine superprovisorische Verfügung, welche bei 3500 Ausgaben die Streichung eines Textes mit Filzstift verlangte.
1971 erweiterte sie den Gönnerabend, welcher ursprünglich nur aus 2 Schnitzelbankgruppen bestand. 1974 wurde die Plakette eingeführt. Auf Wunsch der Cliquen wurde 1980 das Cliquencharivari erstmals durchgeführt, mit dem Ziel, dass sich die Cliquen auch gegenseitig einmal hören konnten. Der Gönnerabend und das Charivari wurden grösser, so dass 1993 das Tenniscenter Dreilinden zugemietet werden musste. Seit ca. 2000 sind die Zuschauerzahlen rückläufig und es sind nur noch 3 von 5 Lokalen beteiligt. Dafür fanden die neu eingeführten Anlässe wie das Guggenspektakel wieder Anklang beim jüngeren Publikum.

## Bräuche

### Tschämelen
Hüpfschritt zu einem speziellen Rhythmus in der Gruppe. Das Tschämelen in Gruppen wurde 1902 sukzessive eingeschränkt und 1908 komplett verboten. In vielen Teilen ist Tschämelen heute ein Brauch für die Kinder, welche am Fasnachts-Montag verkleidet singen gehen und als Dank einen Batzen oder was Süsses bekommen.

### Bärenbanden

Historische gestellte Aufnahme einer Bärenbande

Die Bärenbanden waren Gruppen, die sich mit Hingabe dem Tschämelen widmeten. Die Bärenbanden baten um Gaben, allerdings nicht nur mit Singen, sondern auch mit Aufführungen, Versen und Allotria. Die Bärenbande bildet heute einen unverzichtbaren Teil der Langenthaler Fasnacht. Sie besteht aus dem Bären, dem Bärenführer, dem Eselidoktor, den Besenbethen und einer Gruppe von Gümpern sowie einem Tambour. Es ist bis heute nicht bekannt ob sich dieser Brauch aus den Winter-Austreibern entwickelte.
Seit 1985 ist die Bärenbande wieder aktiv als Teil der Langenthaler Fasnachtsgesellschaft an der Fasnacht dabei, seit 1992 wieder als eigenständige Gruppe.

### Fischessen
Vor 1798 unter dem Regime der ″Gnädigen Herren″ von Bern fand beim Mumenthaler Weiher alle 3 Jahre ein grosser Fischfang mit dem Ziel statt, dass der Landvogt seinen gepachteten Weiher auch zu barer Münze machen könne. Jeweils 3 Wochen vor und nach der Fastnacht wurde der Weiher langsam entleert und die Fische abgeschöpft. Mit der Zeit wurde dieser öffentliche Anlass zu einer Volksbelustigung und jeweils sonntags wurde mit Wein und Tanz ausgiebig gefeiert. Diese Frevlerei an Sonntagen stiess natürlich den Kirchen sauer auf und sollte verboten werden, was aber nicht gelang. Mit dem Niedergang des alten Bern wurde dieser Brauch wieder abgeschafft. Heute wird jedoch immer am Freitag an der Fasnacht in Langenthal Fisch gegessen.

### Fasnachtszeitung

Inserat Fasnachtszeitung 1913

Die ersten Hinweise auf eine „Fasnachtszeitung“ finden sich 1910. Damals wurden Verse per Post versandt. 1913 tauchen dann erstmals Inserate auf welche „die Mücke“, die erste offizielle Fasnachtszeitung für 20 Centimes anpreisen. Seit der Mücke sind viele weitere Blätter erscheinen u. a.
- 1920 «Zäme – Wüeschete» (Schwer zu übersetzen, Zusammengewürfelter wüster Haufen)
- 1924 «D’'Bräme» (Die Bremse) und «Dr Stüpfer» (Der Treter)
- 1925 «D’'Hächle» (Berndeutsch für Männer)
- 1930 «Dr Donnergueg» den und «Dr Hörnergueg» (Gueg=Käfer, Donnergueg=Hirschkäfer)
- 1931 «Dr Hornuss» (Hornussen) und Hölle
- 1932 «Die Schlange»
- 1938 «Rabautz»
- 1939 «Dr Gliichschauter» (Der Gleichschalter)
- 1946 «D'Atombombe»
- 1950–1977 «der Kaktus»
- 1952 Ergänzung mit «S'Gufechüssi» (Das Nadelkissen)
- Seit 1977 «Päng»

### Fasnachtsmarkt
1993 wurde der erste Fasnachtsmarkt von einem eigenen Komitee zum ersten Mal durchgeführt.
Von 10 bis 20 Ständen hat sich der Fasnachtsmarkt zum Höhepunkt der Fasnachtsszene etabliert. Jedes Jahr am 3. Oktoberwochenende werden Kostüme, Masken, Instrumente, Accessoires rund um die Fasnacht verkauft, neu oder gebraucht. Heute sind jedes Jahr um die 10.000 Besucher aus dem In- und Ausland in Langenthal um die 160 Marktstände mit kommerziellen und privaten Teilnehmern aus der Schweiz zu besichtigen. Dazu spielen 20 Guggenmusiken aus der Schweiz.

### Erbsmues
Jeweils am Freitag in der Fasnachtswoche hält die LFG eine traditionelle Sitzung ab. Heute wird an dieser Sitzung das aktuelle Motto gewählt.

### Plaketten
1937 wurde eine erste Plakette aus Ton in einer Auflage von 3000 Stück hergestellt. Anstelle der Jahrzahlen sind 2 Fragezeichen aufgebracht.
 Ab 1971 wurden Plastikbuttons eingesetzt. Die Plakette, wie sie heute bekannt ist, gibt es seit 1975, die ersten zwei Jahre nur in Silber, dann auch aus Kupfer, Silber und Gold. Seit jeher gelten bei der Gestaltung der Plakette immer die gleichen Vorschriften.
Die Sujets Dudäpp und Choufhüsiturm müssen vorhanden sein und das Motto muss erkennbar sein. Seit 1984 gibt es den Plakettenwettbewerb, welcher die Gestaltung der Öffentlichkeit überliess. Heute werden pro Fasnacht etwa 15.000 Plaketten hergestellt.

### 11. November, 11:11 Uhr
Mittlerweile Tradition hat die am 11. November gefeierte Fasnachtseröffnung. Eine Ansprache des Obers und Auftritte von Guggenmusiken sind Bestandteil dieser Eröffnung.

## Ablauf
Es sind rund 1600 aktive Fasnächtler verzeichnet.
Die heute älteste bekannte Clique ist der Tambourenverein, gegründet 1948. Es sorgen 20 Guggenmusiken für einen entsprechenden Lärmpegel.
Es bestehen 10 registrierte Schnitzelbänke, es sind noch weitere freie Gruppen oder Einzelpersonen unterwegs. Die ältesten gefundenen Hinweise auf Schnitzelbänke stammen von 1887 (Vers in der Narrenbeilage des Amtsanzeigers), 1895 (Oberaargauer Tagblatt), oder 1902 (gefundener Schnitzelbankzettel). Schnitzelbänke gehen vermutlich auf die mittelalterlichen Bänkel-Moritatensänger zurück.
Rund 15 Wagencliquen bereiten ihre Fahrzeuge auf einen zweistündigen Einsatz am Sonntagsumzug vor. Nach dem Umzug werden die Aufbauten wieder verschrottet. 2006 kam es vor, dass der Umzug im März wegen starker Schneefälle abgesagt werden musste. Ausserdem haben die Wagenbauer auch mit einem Vandalismus zu kämpfen.
Neben der «Bärenbande» und anderen Fussgruppen, welche ebenfalls am Umzug teilnehmen, sind auch noch Cliquen für den besonderen Musikgeschmack unterwegs. Für karibische Klänge sorgt die Steelband «Fassduubeli». Die «Flötemadli» (Fötenmaden) sind mit ihren Flöten, Geigen, Akkordeons und Gitarren bei der Musikwahl dabei. Von Sergio Leone bis Irischem Folk wird dabei Musik gespielt.
Ebenso speziell war die Dudelsack-Combo «Oropax».

### Programm
Die Fasnacht in Langenthal beginnt jeweils sechs Wochen vor Ostern am Freitagabend und hört am Dienstag auf. Für alle grösseren Anlässe ist eine Silber- oder Kupferplakette erforderlich.
1971 fand der erste Gönnerabend im Hotel Kreuz statt, seitdem wuchs die Teilnehmer- und Zuschauerzahl an. Seit ca. 2000 ist ein Rückgang bei den Zuschauerzahlen zu erkennen. Am Gönnerabend treten nicht aktive begeisterte Fasnächtler in drei Lokalen auf. Er beginnt ab 19:00 und endet ca. 00:00. Seitdem aus Kapazitätsgründen nicht mehr alle Guggen am Gönnerabend teilnehmen dürfen, wurde ein Ersatzprogramm geschaffen, die IIguggete.
Seit 2025 findet die Eröffnung der Strassenfasnacht am Freitag Abend 18:18 statt, um 19:01 folgt das "Iiheize i de Beize", ein buntes Programm aus Schnitzelbänken, Guggen und Kleinformationen in verschiedenen Lokalen.
Am Samstag Um 14:01 wird vor dem Choufhüsi (ehem. Gemeindehaus) das Fasnachtsfischen durchgeführt, bei dem die Gemeinderäte zu Guggenklängen in luftiger Höhe Plastikfische fangen. Nebst Kindermaskenprämierung steigt noch eine grosse Konfettischlacht. Danach wird in den Gassen musiziert und gefeiert. Am Abend wird das Guggenspektakel durchgeführt. Es sind 16 Guggenmusiken auf zwei Bühnen von 20:01 bis 23:46 Uhr durchgehend am Spielen.
Dabei sind meist auch ein bis zwei auswärtige Guggen dabei.
Etabliert hat sich der FKK (Fasnachts-Kleinkunst)- Abend im Theater 49 für die Zuschauer, die es etwas ruhiger lieben.
14:14 startet am Sonntag der grosse Fasnachtsumzug. Nach dem "Urknall" ziehen während 2–3 Stunden jeweils 30–40 Guggen-, Wagen- oder Familiencliquen durch die Gassen von Langenthal. Je nach Wetter sind jeweils zwischen 10.000 und 20.000 Zuschauer vor Ort. Im Anschluss an den Umzug wird die Wagenparty in der Marktgasse gestartet.
Ab 19:01 gehen Schnitzelbänke und Kleinformationen auf die "Kunterbunte Spunte Tour" in 7 Lokalen.
Der Montag steht ganz im Zeichen des Kindes. Am Kinderzmorge finden sich ca. 400 Kinder in der Markthalle ein, zwecks gemeinschaftlichem Spielen, Schminken und weiteren lustigen Programmpunkten. Ab 13:01 startet einer der grössten Kinderumzüge der Schweiz. Schulen und Kindergärten präsentieren ihre farbenfrohen Bastelarbeiten, umringt von Zuschauern. Das Ganze wird aufgelockert von einigen Guggenmusiken.
Nach dem Umzug können sich die Kinder der ersten bis fünften Klasse am Kindermaskenball beteiligen.
In den späten Abendstunden und bis am frühen Morgen läuft dann nooch die "Uuslumpete"
Am Dienstagabend findet der Charivari statt.
Ab 18:01 finden sich tausend Cliquenmitglieder und Gönner in der Markthalle ein.
Abwechselnd auf zwei Bühnen führen sich die Cliquen gegenseitig ihre Künste vor.
Nach der anschliessenden Afterparty ist die Fasnacht dann offiziell beendet.

## Fasnachtsgesellschaften

### Quodlibet
Das Quodlibet wurde 1923 gegründet. Zunächst zuständig für die Strukturierung des gesamten Fasnachtsgeschehens, organisiert es seit 1925 den Kinderumzug sowie die Kindermaskenbälle. Damit haben auch Kinder, Kindergruppen, Kindergärten, Schulklassen, Kindermusiken sowie Kinderinstitutionen an der Fasnacht ihren Auftritt. Der Grundgedanke der Kinderfasnacht ist, den Kindern und Jugendlichen die Tradition der Fasnacht weiterzugeben und diese auch zu pflegen. Der Hirsmontag gehört jeweils den Kindern und wird geprägt von Kinderzmorge, Konfettischlacht, Guggenmusiken, spontanen Darbietungen.
Bei der Kindermaskenprämierung werden aus Einzelmasken, Gruppen und Klassen die Schönsten Sujets auserkoren und prämiert. Kindermaskenbälle für verschiedene Altersklassen folgen in Lokalen. Das Quodlibet zählt 2008 um die 40 Mitglieder.

### Schwefelzunft
Die Schwefelzunft wurde 1937 ins Leben gerufen. Sie sorgte für gefüllte Säle und die ersten grossen Fasnachtsumzüge. Ebenfalls die Schwefelzunft war es, welche nach dem Zweiten Weltkrieg für die Wiederauferstehung der Fasnacht in Langenthal verantwortlich war. Teilweise waren auch Mitglieder des Quodlibet in der Schwefelzunft mit dabei. Die Schwefelzunft wurde dann durch die LFG abgelöst.

### Langenthaler Fasnachtsgesellschaft (LFG)
Am Montag, den 1. Dezember 1952 traf sich bei Fritz Meister im Hotel Bahnhof, die Langenthaler Fasnachtsgesellschaft. Peter Kuert wurde zum ersten Präsidenten des Komitees gewählt. Auf die Wiederbelebung der eingeschlafenen «Schwefelzunft» verzichtete der Verein; dafür aber wurde das «Langenthaler Fasnachtskomitee» gegründet. Die übrigen Mitinitianten, Franz Bucher, Fritz Ruef, Fritz Meister, Gerard Jaccaud, Albert Schaufelberger und die abwesenden Emil Geiser und Hans Flück übernahmen die verschiedenen Chargen.
Das Ziel wurde erreicht. So zog am Sonntag, den 21. Februar 1953 ein farbenfroher und humorvoller Fasnachtsumzug durch die Gassen, die von vielen Zuschauern gesäumt waren. Die Langenthaler Strassenfasnacht war wieder erwacht. Die LFG zählt 2008 rund 50 Mitglieder.